# Яблоновка (Омская область)
Я́блоновка — деревня в Шербакульском районе Омской области. Входит в Красноярское сельское поселение.
Основана в 1911 году.
Население — 97 чел. (2010)

## География
Яблоновка находится в лесостепной зоне Ишимской равнины, относящейся к Западно-Сибирской равнине. Рельеф местности равнинный. Гидрографическая сеть не развита: реки и озёр в окрестностях населённого пункта отсутствуют. Высота центра населённого пункта — 114 метров над уровнем моря. Почвы — чернозёмы остаточно-карбонатные.
Деревня расположена в 34 км от районного центра посёлка Шербакуль и 130 км от областного центра города Омск. Село Красноярка административный центр сельского поселения расположено в 7 км к востоку от Яблоновки.
Часовой пояс
Яблоновка, как и вся Омская область, находится в часовой зоне МСК+3. Смещение применяемого времени относительно UTC составляет +6:00. Истинный полдень — 09:56:15 по местному времени

## История
Основана поволжскими немцами в 1911 году. Верующие — преимущественно лютеране. Участок, где возникла Новоскатовка, занимал площадь в 1055 десятин земли (1916). В годы коллективизации организован колхоз имени Молотова.
В соответствии с Законом Омской области от 30 июля 2004 года № 548-ОЗ «О границах и статусе муниципальных образований Омской области» деревня вошла в состав образованного муниципального образования «Красноярское сельское поселение».

## Население
| 1920 | 1926 | 1970 | 1989 | 2010 |
| ---- | ---- | ---- | ---- | ---- |
| 281  | ↘222 | ↗261 | ↗301 | ↘97  |

Гендерный состав
По данным Всероссийской переписи населения 2010 года в гендерной структуре населения из 97 человек мужчин — 46, женщин — 51 (47,4 и 52,6 % соответственно)
Национальный состав
Согласно результатам переписи 2002 года, в национальной структуре населения русские составляли 51 % от общей численности населения в 179 чел..